# Hendrick Goltzius
Hendrick Goltzius (Millebrecht, 1558 - Haarlem, 1 de gener de 1617), va ser un gravador, dibuixant i pintor neerlandès nascut a Millebrecht, al ducat de Jülich. Va ser el capdavanter del gravat neerlandès en el barroc primerenc, amb una tècnica notablement brillant i innovadora.
És un deixeble del pintor liegès Lambert Lombard. Després d'estudiar pintura sobre vidre durant uns anys sota el guiatge de son pare, va aprendre l'ús del burí amb Dirk Volkertszoon Coornhert, un mediocre gravador neerlandès a qui aviat va deixar enrere, però de qui va retenir els seus serveis en el seu propi benefici. També va treballar per a Philip Galle en el gravat d'un conjunt d'obres sobre la història de Lucrècia.
A l'edat de 21 anys es va casar amb una vídua major que ell, els diners de la qual van permetre-li d'establir a Haarlem un negoci independent; però les dolentes relacions amb la seua muller van afectar tant la seua salut que va trobar aconsellable fer, l'any 1590, un viatge per Alemanya i Itàlia, on va adquirir una admiració intensa per l'obra de Miquel Àngel, fet que el va portar a superar el mestre italià en l'extravagància i el caràcter grotesc dels seus dibuixos. Va tornar a Haarlem considerablement millorat pel que feia a la seua salut, i va treballar-hi en el seu art fins que va morir.
Goltzius no ha de ser jutjat principalment per les obres que ell va valorar més: les seues excèntriques imitacions de Miquel Àngel. Els seus retrats, tot i que majoritàriament miniatures, són obres mestres del seu gènere, no sols pel seu exquisit acabat sinó també perquè constitueixen uns bells estudis del caràcter del retratat. Entre els grans retrats, el seu autoretrat a mida natural és probablement el seu més colpidor exemple. Les seues obres mestres, així anomenades per la seua vocació de constituir-se en imitacions de l'estil dels grans mestres, han estat sovint sobrevalorades.
Goltzius va atènyer un nivell sense precedents en l'ús de la "línia de volum", en què el burí es manipula per a fer línies estretes o amples per crear un efecte tonal des de la distància. També va ser pioner de la tècnica de "punt i rombe", en la qual s'insereixen punts al mig d'un espai dividit en rombes, creat per l'encreuament de línies, per després refinar l'ombrejat tonal. Hollstein li atribueix 388 gravats, amb altres 574 d'altres gravadors sobre els seus dibuixos.
En el seu maneig del burí, Goltzius no és superat ni tan sols per Dürer; però el seu domini tècnic no està acompanyat d'una qualitat artística equiparable. Tanmateix, les seues excentricitats i extravagàncies queden compensades per la bellesa i llibertat d'execució. Va fer gravats de les pintures de Bartholomeus Spranger, acreixent així la fama d'aquest, i la seua pròpia. Goltzius començà a pintar a l'edat de quaranta-dos anys, però cap de les seues obres en aquesta disciplina artística palesa excel·lents qualitats. També va executar algunes obres en clarobscur.
L'emperador del Sacre Imperi Romanogermànic Rodolf II tenia una excel·lent opinió artística de Goltzius, fins al punt d'atorgar-li el privilegi de declarar il·legal tota còpia dels seus gravats, però a canvi Goltzius havia de lliurar tres exemplars de cada gravat a Rodolf II.
- Ícar
- Lot i les seues filles (Rijksmuseum d'Amsterdam) mostra Lot sent seduït per les seues dues filles.
- La mà deformada de Hendrik Goltzius, que va ser un artista especialment dotat en l'ús del burí.
- Sense Ceres ni Bacus, Venus es congela.